# Ludvig Beckman
Ludvig Beckman, född 1970, är en svensk professor i statsvetenskap vid Stockholms universitet sedan 2012 och under åren 2015-2021 samtidigt verksam bland annat som forskningsledare vid Institutet för Framtidsstudier i Stockholm.
Beckman disputerade år 2000 vid Uppsala universitet med avhandlingen The liberal state and the politics of virtue. I sin forskning har han fokuserat på politisk teori och demokratiforskning, ofta med betoning på gränserna för demokratiska rättigheter. Beckman har skrivit ett flertal artiklar och böcker, varav flera internationellt publicerade, bl.a. Frontiers of democracy. The right to vote and its limits (Palgrave Macmillan, 2009) . 2011 gav han ut en bok om integration, Den rimliga integrationen.
På förlaget Fri Tanke publicerade Beckman år 2021 en bok om folksuveränitetstanken i den svenska regeringsformen: All makt åt folket. Om en borglömd idé.
Beckman har skrivit rapporter och utredningar för riksdag och myndigheter, bland andra Demokratipolitikens metoder: Insatser för ett ökat valdeltagande - en kunskapsöversikt (Sveriges Riksdag 2009) och Självcensur, yttrandejämlikhet och yttrandefrihet (Konstnärsnämnden 2016).